# Кимоцуки, Канэта
Канэта Кимоцуки (яп. 肝付 兼太 Кимоцуки Канэта, 15 ноября 1935 года в Кагосиме — 20 октября 2016 года) — сэйю-ветеран. В 2012 году был награждён Seiyu Awards в номинации «За заслуги».
Он был известен тем, что озвучивал многих персонажей аниме-сериалов на протяжении 62 лет. Он появлялся в детском аниме и образовательных программах.
Наиболее известен благодаря ролям Сунэо Хонэкавы («Дораэмон»), Dracula (Kaibutsu-kun), Паяна (Paman), Иями (Osomatsu-kun), Тома («Том и Джерри»), Бэндзо Карино (Kiteretsu Daihyakka), кондуктора (Galaxy Express 999).

## Роли в аниме
1967 год
- Paaman (Кабао);

1969 год
- Ninpuu Kamui Gaiden (Сэппа);

1970 год
- Ashita no Joe (Хиёро Мацу);

1972 год
- Umi no Triton (Кару);

1973 год
- Doraemon (Гиан);
- Dororon Enma-kun (Капаэру);

1974 год
- Хайди — девочка Альп [ТВ] (Себастьян);
- Hajime Ningen Giatrus (То-тян);

1975 год
- Принцесса подводного царства (Краб);
- Yuusha Raideen (Берштейн);

1976 год
- Говаппер 5 Годам (Дайкити Камэяма);
- Кенди-Кенди [ТВ] (Алистер);
- Dokaben (Кадзуто Тонома);

1977 год
- Jouo Heika no Petite Ange (Бенджамин);

1978 год
- Hyakumannen Chikyuu no Tabi Bander Book (Сяраку);
- Галактический экспресс 999 [ТВ] (Кондуктор (Сасё-сан));
- Остров сокровищ (Бен Ганн);

1979 год
- Киборг 009 [ТВ-2] (Грейт Бритн / 007);
- Doraemon (1979) (Сунэо);
- Галактический экспресс 999 — Фильм (Кондуктор (Сасё-сан));
- Kaitei Choutokkyuu Marine Express (Сяраку);
- Ginga Tetsudou 999: Kimi wa Senshi no You ni Ikirareru ka!! (Кондуктор (Сасё-сан));
- Tanpen Unico: Kuroi Kumo to Shiroi Hane (Мышь);

1980 год
- Glass no Clair — Ginga Tetsudo 999 (Кондуктор (Сасё-сан));
- Doraemon: Nobita no Kyouryuu (Сунэо);
- Ginga Tetsudo 999: Eien no Tabibito Emeraldas (Кондуктор (Сасё-сан));
- Кайбуцу-кун [ТВ-2] (Дракула);
- Ginga Tetsudo 999: Kimi wa Haha no You ni Aiseru ka!! (Кондуктор (Сасё-сан));

1981 год
- Кайбуцу-кун (фильм первый) (Дракула);
- 21 Emon Uchuu e Irasshai! (Гонсукэ);
- Прощай, Галактический экспресс 999: Конечная Станция „Андромеда“ (Кондуктор (Сасё-сан));
- Несносные пришельцы [ТВ] (Собан);

1982 год
- Южная радуга Люси (Дэйтон);
- Виолончелист Госю (1982) (Кукушка);
- Кайбуцу-кун (фильм второй) (Дракула);
- Дон Дракула (Ясубэй);

1983 год
- Paaman (Пааян);
- Волшебный ангел Крими Мами [ТВ] (Нэга);

1984 год
- Ninja Hattori-kun plus Paaman: Chounouryoku Wars (Кэмумаки);
- Chikkun Takkun (Так Хат);
- Волшебный ангел Крими Мами OVA-1 (Нэга);

1985 год
- Привидение Кью-Таро [ТВ-3] (Хакасэ);
- Волшебный ангел Крими Мами OVA-3 (Нэга);

1986 год
- Привидение Кью-Таро (фильм первый) (Хакасэ);
- Ultraman Kids no Kotowaza Monogatari (Гатсун);
- Cosmos Pink Shock (Компьютер);

1987 год
- Привидение Кью-Таро (фильм второй) (Хакасэ);

1988 год
- Dondon Domeru to Ron (Профессор Рон);
- Kiteretsu Daihyakka (Бэндзо-сан (Бэндзо Карино));
- Biriken (Доктор Торино);
- Легенда о героях Галактики OVA-1 (Хван Лю);
- Вперёд, Анпанман! [ТВ] (Хоррорман);

1989 год
- Dorami-chan: Mini-Dora SOS!!! (Сунэки / Сунэо);

1990 год
- Gatapishi (Хэйсукэ Хирано);
- Хаккэндэн: Легенда о Псах-Воинах (Голос за кадром);

1991 год
- Ultraman Kids: Haha o Tazunete 3000-man Kounen (Гатсун);

1994 год
- Вперёд, Анпанман! (фильм #06) (Хоррорман);
- Key the Metal Idol (Маэстро);

1997 год
- В джунгли! (Ахам);

1998 год
- Галактический экспресс 999: Вечная фантазия (Кондуктор (Сасё-сан));
- Триган [ТВ] (Леонов);

2001 год
- Doraemon: Ganbare! Gian!! (Сунэо);

2003 год
- Инуяся (фильм третий) (Сая);

2004 год
- Uchuu Koukyoushi Maetel: Ginga Tetsudou 999 Gaiden (Кондуктор (Сасё-сан));

2007 год
- Галактические Железные Дороги OVA (Кондуктор (Сасё-сан));
- Shampoo Ouji (Король Мыло);